# قطعنامه ۱۳۶۶ شورای امنیت
قطعنامه  ۱۳۶۶ شورای امنیت سازمان ملل متحد که در تاریخ ۳۰ اوت ۲۰۰۱ تصویب شد، سندی بین‌المللی دربارهٔ نقش شورای امنیت در جلوگیری از درگیری‌های مسلحانه است. این قطعنامه طی نشست ۴۳۶۰ام با ۱۵ رای موافق، ۰ مخالف و ۰ ممتنع تصویب شد.